# Wii Speak
Il Wii Speak era una periferica lanciata da Nintendo nel 2008 assieme al gioco Animal Crossing: Let's Go to the City per la sua console Wii. Fu presentata durante l'E3 2008, in cui Shigeru Miyamoto affermò che il microfono fu progettato per "cogliere chiaramente molte voci differenti che si trovano in una stanza nello stesso momento, e trasmetterle su Internet".
Il Wii Speak era venduto separatamente o assieme al gioco Animal Crossing: Let's Go to the City a prezzo consigliato di 69,90 euro.
Dopo la chiusura di WiiConnect24, avvenuta il 28 giugno 2013, non è più possibile usare l'accessorio nei canali o giochi Wii.

## Funzione
La funzione del Wii Speak era quella di mettere i giocatori in comunicazione fra loro durante sessioni di gioco online, infatti veniva utilizzato all'interno dei videogiochi che ne richiedevano l'uso oppure nel canale apposito, il Canale Wii Speak, scaricabile solo tramite il codice presente dentro la scatola del Wii Speak dal Canale Wii Shop. 
Il Wii Speak poteva essere posizionato sia sul Wii Sensor Bar sia sulla parte superiore della televisione. Riguardo al rumore di sottofondo dovuto proprio al posizionamento del microfono vicino al televisore, Katsuya Eguchi, produttore di Animal Crossing: Let's Go to the City, dichiarò che il dispositivo fu progettato per filtrare l'audio del videogioco dagli altoparlanti.

## Elenco dei videogiochi
Di seguito un elenco dei giochi che supportavano il Wii Speak:
- Animal Crossing: Let's Go to the City
- The Conduit
- Endless Ocean 2: Avventura negli abissi
- Monster Hunter 3
- Conduit 2
- NBA 2k11
- UNO WiiWare
- Call of duty MW3